# فرندلی (ویرجینیای غربی)
فرندلی(به انگلیسی: Friendly) شهری در ایالت ویرجینیای غربی کشور ایالات متحده آمریکا است که جمعیت آن در سرشماری سال ۲۰۱۰ میلادی، ۱۳۲ نفر بوده‌است.